# Ilaria Capua
Ilaria Capua (Roma, 21 aprile 1966) è una virologa, divulgatrice scientifica e politica italiana, nota per i suoi studi sui virus influenzali e in particolare sull'influenza aviaria.
Nel 2006 ebbe notevole risonanza internazionale la sua decisione di rendere di dominio pubblico la sequenza genica del virus dell'aviaria, decisione che contribuì alla diffusione dell'accesso aperto ai contributi scientifici. Iniziò così a promuovere una campagna internazionale a favore del libero accesso ai dati riguardanti le sequenze genetiche dei virus influenzali. Questo suo intento a favore della divulgazione è stato riconosciuto da riviste di settore quali Seed e Scientific American.
È stata deputata dal 2013 al 2016, durante la XVII legislatura, eletta nelle liste di Scelta Civica.

## Biografia

### Formazione
Figlia di un avvocato di origine napoletana, si è laureata cum laude in Medicina veterinaria all'Università degli Studi di Perugia nel 1988. Nel 1991 ha conseguito la specializzazione all'Università di Pisa in Igiene e Sanità Animale,. Inizia presto una carriera lavorativa presso alcuni Istituti zooprofilattici sperimentali. Nel 2007 ha ottenuto un dottorato di ricerca dall'Università degli Studi di Padova.

### Attività scientifica

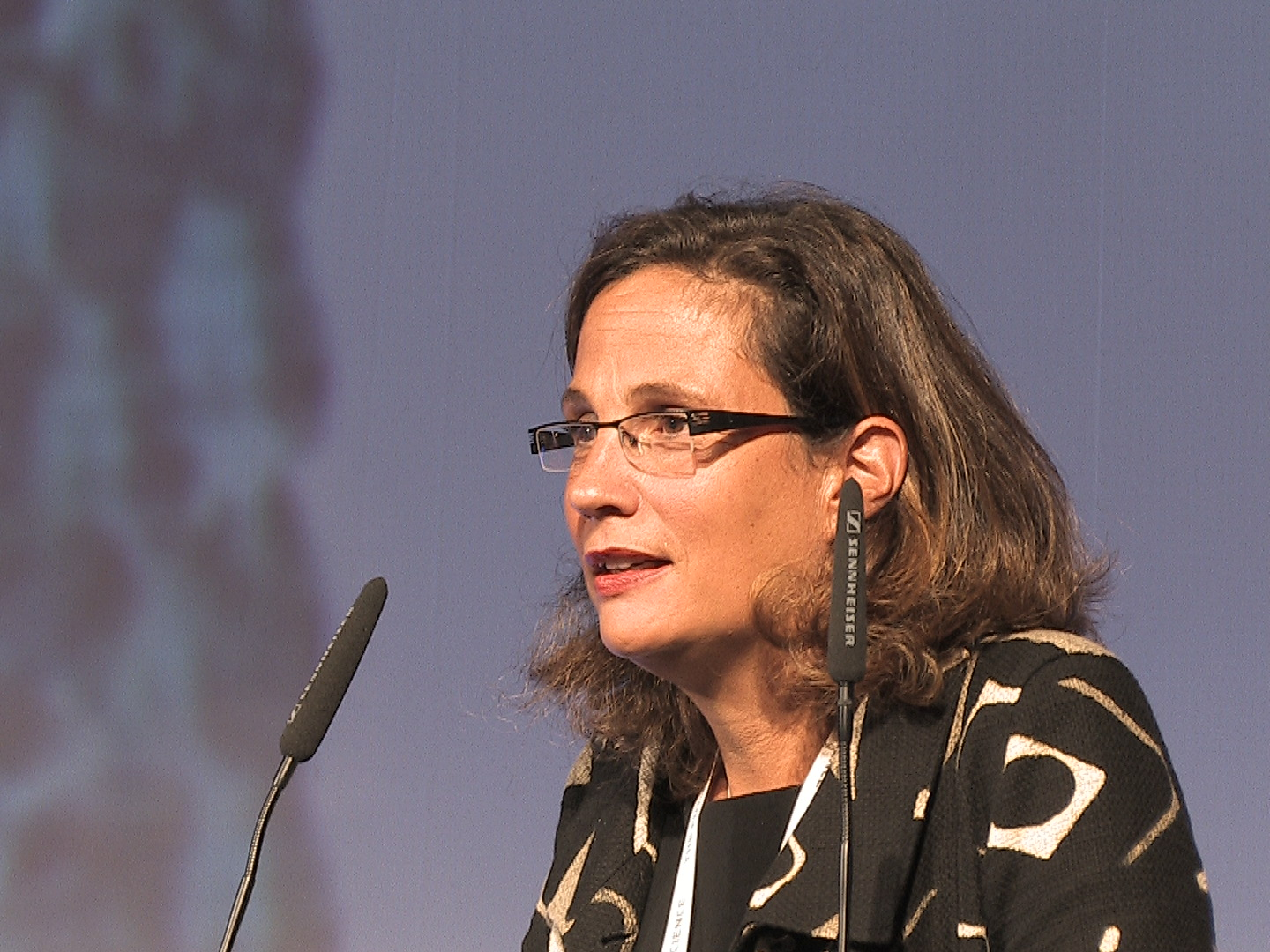
Ilaria Capua nel 2010

Ha ricoperto l'incarico di direttrice del Dipartimento di Scienze Biomediche Comparate dell'Istituto Zooprofilattico Sperimentale delle Venezie di Legnaro (PD). Il Dipartimento ospita il Centro di Referenza Nazionale, FAO e OIE per l'Influenza Aviaria e per la Malattia di Newcastle e il Centro di Collaborazione per le malattie infettive nell'interfaccia uomo-animale; inoltre è stato recentemente nominato Centro di Referenza FAO per la rabbia. Nel 2000 ha sviluppato la strategia "DIVA" (Differentiating Vaccinated from Infected Animals), la prima strategia di vaccinazione contro l'influenza aviaria con un test che è in grado di svelare se gli anticorpi presenti in un soggetto sono stati indotti dal vaccino o da infezione. DIVA è adesso tra le strategie raccomandate dalla FAO e dalla Unione europea per combattere l'Influenza Aviaria.
Nel 2006, con la sua decisione di depositare la sequenza genetica del primo ceppo africano di influenza H5N1 in GenBank (un database "open access") e non in un database ad accesso limitato, Ilaria Capua diede inizio a un dibattito internazionale sulla trasparenza dei dati che ha cambiato i meccanismi internazionali alla base dei piani prepandemici. La sua iniziativa è stata ripresa da vari organi della stampa internazionale, tra cui il Wall Street Journal, il New York Times, il Washington Post, oltre che da riviste della stampa scientifica tra cui Science e Nature. Grazie anche al gesto di Ilaria Capua, l'Organizzazione mondiale della sanità, la FAO e l'OIE promuovono e sostengono meccanismi di condivisione più efficienti, la trasparenza dei dati e un approccio interdisciplinare per migliorare la preparazione ad eventi pandemici.
L'inclinazione di Ilaria Capua a mettere in discussione orientamenti consolidati si era già rivelata quando in una pubblicazione scientifica del 2009 aveva ipotizzato che la successiva pandemia influenzale umana sarebbe stata causata da un virus animale di sottotipo H1 e non da un H5, su cui si concentrava invece la maggior parte degli studi scientifici. Tale previsione si rivelò poi esatta.
Negli anni, si è impegnata per superare le barriere tra medicina umana e veterinaria, secondo una concezione in cui non può esistere una salute umana distinta da una salute animale e da quella dell'ambiente, portando avanti la visione "One Health". Ad oggi il suo gruppo si occupa principalmente delle malattie virali trasmissibili dagli animali all'uomo e di sviluppare adeguate strategie di controllo per la tutela della salute pubblica e della sanità animale.
Ha pubblicato oltre 220 lavori su riviste internazionali indicizzate e due manuali scientifici sull'influenza aviaria e sulla malattia di Newcastle.
Dal giugno del 2016 dirige un centro di ricerca presso l'Istituto di Scienze del Cibo e dell'Agricoltura dell'Università della Florida. Nel febbraio 2023 è rientrata in Italia, a Bologna, dove inizia a collaborare con la sede locale della Johns Hopkins University con l'incarico di senior fellow of Global Health.

### Attività politica
Alle elezioni politiche del 2013 è candidata alla Camera dei deputati, nella circoscrizione Veneto 1, come capolista di Scelta Civica per l'Italia, venendo eletta deputata della XVII Legislatura.
Dal 7 maggio 2013 al 20 luglio 2015 è stata vicepresidente della VII Commissione (Cultura, Scienza e Istruzione) della Camera.
Dopo il proscioglimento nel corso del procedimento penale a cui era stata sottoposta rassegna le dimissioni dalla Camera per trasferirsi in Florida e tornare a occuparsi di ricerca scientifica. Il 28 settembre 2016 la Camera accoglie a voto segreto (con 238 voti favorevoli e 179 contrari) le sue dimissioni, per effetto delle quali è sostituita nello scranno da Domenico Menorello; dopo le dimissioni da deputata, abbandona la vita politica.

## Vicende giudiziarie
Dietro segnalazione dell'Agenzia delle dogane statunitense, nel 2006 il procuratore aggiunto di Roma Giancarlo Capaldo aprí un fascicolo d'indagine su Ilaria Capua, il marito e altri 38 indagati. La stessa scienziata venne sentita dal magistrato nel 2007. Nel 2010 gli ispettori chiusero le indagini. Il fascicolo finí poi nel dimenticatoio, senza che il magistrato emettesse l'avviso di conclusione delle indagini preliminari.
Il 4 aprile 2014 il settimanale L'Espresso pubblicò la notizia dell'iscrizione della scienziata nel cosiddetto "registro degli indagati" per associazione per delinquere, finalizzata alla commissione dei reati di corruzione, abuso d'ufficio, traffico illecito di virus ed epidemia. Questa presunta cessione illecita di ceppi virali avrebbe avuto lo scopo di sfruttare illecitamente il brevetto DIVA e di creare un cartello nella produzione di vaccini contro l'influenza aviaria.

La dottoressa Capua querelò il settimanale per diffamazione a mezzo stampa.
Nel 2015 l'inchiesta partita da Roma venne suddivisa in tre tronconi e trasferita alle procure di Verona, Padova e Pavia. Nel luglio del 2016 il Giudice dell'udienza preliminare di Verona decretò il non luogo a procedere per l'accusa di "traffico illecito di virus" perché "il fatto non sussiste". L'unico reato riscontrato dal giudice veronese, quello di tentata concussione, risultava già prescritto.
In seguito a questa vicenda, Ilaria Capua lasciò la Camera dei Deputati il 28 settembre 2016 trasferendosi in Florida.

Il procedimento per diffamazione a carico di Lirio Abbate, autore dell'articolo de L'Espresso, venne archiviato nell'aprile 2018; il Giudice per le indagini preliminari ravvisò però il reato di pubblicazione arbitraria di atti di un procedimento penale.
La lentezza dell'azione della Magistratura in tutta la vicenda suscitò numerose reazioni da parte della stampa.
Dal suo libro del 2017 Io, trafficante di virus è liberamente tratto il film Trafficante di virus del 2021.

## Vita privata
È sposata con lo scozzese Richard John William Currie, ex dirigente d'azienda della Fort Dodge Animal di Aprilia, attiva nella produzione di vaccini veterinari, e ha una figlia, Mia, nata nel 2004.
È la cugina della conduttrice televisiva Roberta Capua, Miss Italia nel 1986.

## Opere

### Manuali
- Ilaria Capua, Franco Mutinelli, A colour atlas and text on Avian Influenza, Casalecchio di Reno, Papi, 2001, ISBN 88-88369-00-7.
- Ilaria Capua, Dennis Alexander, Avian influenza and Newcastle disease. A field and laboratory manual, Milano, Springer, 2009, ISBN 978-88-470-0825-0.

### Saggi divulgativi
- Ilaria Capua, Idee per diventare veterinario. Dallo studio delle malattie degli animali alla prevenzione dell'influenza aviaria, Bologna, Zanichelli, 2007, ISBN 978-88-08-26628-6.
- Ilaria Capua, I virus non aspettano. Avventure, disavventure e riflessioni di una ricercatrice globetrotter, Venezia, Marsilio, 2012, ISBN 978-88-317-1295-8.
- Ilaria Capua, Abbecedario di Montecitorio, Padova, In Edibus, 2016,  p. 107, ISBN 978-88-97221-47-0.
- Ilaria Capua e Daniele Mont D'Arpizio, Io, trafficante di virus. Una storia di scienza e di amara giustizia, Rizzoli, 2017,  p. 235, ISBN 978-88-17-14964-8.
- Ilaria Capua, Salute circolare. Una rivoluzione necessaria, 1ª ed., Milano, Egea, 2019,  p. 118, ISBN 978-88-238-3738-6.
- Ilaria Capua, Salute circolare. Una rivoluzione necessaria, 2ª ed., Milano, Egea, 2020,  p. 122, ISBN 978-88-238-3796-6.
- Ilaria Capua, Il Dopo. Il virus che ci ha costretto a cambiare mappa mentale, Mondadori, 2020,  p. 135, ISBN 978-88-04-73131-3.
- Ilaria Capua, Ti conosco mascherina, Milano, La Coccinella Editrice, 2020, ISBN 978-88-550-6195-7.
- Ilaria Capua, Il viaggio segreto dei virus, De Agostini Editore, 2021, ISBN 978-88-511-8598-5.
- Ilaria Capua, La meraviglia e la trasformazione verso una salute circolare, Mondadori, 2021, ISBN 978-8804746065.

## Onorificenze e riconoscimenti

### Riconoscimenti
- 2022 - Premio America della Fondazione Italia USA[72]